# フレッド・ユリス
フレッド・ユリス（Fred Ulysse）は、フランスの俳優。

## 出演作品
- Cause toujours, mon lapin (1961)
- Je suis Pierre Rivière (1976)
- 競馬の罠 Le Mors aux dents (1979) シネクラブ上映
- 溝の中の月 La Lune dans le caniveau (1983)
- ジェルミナル Germinal (1993)
- 青春シンドローム Le Péril jeune (1994)
- マチューの受難 Selon Matthieu (2000) フランス映画祭上映
- ヴィドック Vidocq (2001)
- ソン・フレール -兄との約束- Son frère (2003／パトリス・シェロー監督) - 父役
- L'Ennemi naturel (2004)
- 13/ザメッティ 13 Tzameti (2005) - アラン役
- プレデターズ　エヴォリューション La Traque (2011) DVDスルー
- フランス、幸せのメソッド Ma part du gâteau (2011) DVDスルー
- 殺人の儀式 Rituels meurtriers (2011) TV5MONDE放映
- 海辺の家族たち La Villa (2017)
- 悪なき殺人 Seules les bêtes (2019) 第32回東京国際映画祭上映題『動物だけが知っている』